# Hiroshi Kajiyama
Hiroshi Kajiyama (Japón, 13 de junio de 1953) es un gimnasta artístico japonés, campeón olímpico en 1976 en el concurso por equipos, y subcampeón mundial en 1974 en la prueba de suelo.

## Carrera deportiva
En el Mundial celebrado en Varna (Bulgaria) en 1974 gana la plata en suelo, quedando situado en el podio tras su compatriota Shigeru Kasamatsu (oro) y delante del búlgaro Andrei Keranov (bronce); además consigue el oro en equipo, por delante de la Unión Soviética y Alemania del Este, y siendo sus compañeros de equipo: Shigeru Kasamatsu, Eizo Kenmotsu, Mitsuo Tsukahara, Fumio Honma y Sawao Kato.
En los JJ. OO. de Montreal de 1976 gana oro en equipos, y bronce en salto de potro, tras el soviético Nikolai Andrianov y su compatriota Mitsuo Tsukahara.
En el Mundial de Estrasburgo 1978 gana oro en equipo —por delante de la Unión Soviética y Alemania del Este—, y plata en las barras paralelas, tras su compatriota Eizo Kenmotsu y empatado con el soviético Nikolai Andrianov.
Por último, poniendo fin a esta fructifera carrera deportiva, en el Mundial de Fort Worth 1979 gana la plata en equipos, tras la Unión Soviética y por delante de Estados Unidos.